# Narcyza od Jezusa
Narcyza od Jezusa (ur. 29 października 1832 w Nobol w Ekwadorze, zm. 8 grudnia 1869 w Limie) – ekwadorska Święta Kościoła katolickiego, tercjarka dominikańska.

## Życiorys
Gdy miała 6 lat, w 1838 roku zmarła jej matka, a w 1839 roku, mając 7 lat otrzymała sakrament bierzmowania. W 1852 roku zmarł jej ojciec i wówczas wyjechała do Guayaquil; tam zamieszkała w znanej rodzinie. Oddawała się modlitwie, a także szczególnie opiekowała się ubogimi i chorymi. W 1868 roku wyjechała do Limy i tam wstąpiła do Trzeciego Zakonu Dominikańskiego, zamieszkawszy przy klasztorze dominikanek. Potem ciężko zachorowała i zmarła 8 grudnia 1869 roku w opinii świętości. W 1955 jej ciało przewieziono do Guayaquil, a następnie w 1972 roku zostało przewiezione do Nobol. Beatyfikował ją Jan Paweł II w dniu 25 października 1992 roku, a kanonizował ją Benedykt XVI w dniu 12 października 2008 roku.